# Västerås SK
Västerås Sportklubb (Västerås SK) – szwedzki klub piłkarski z siedzibą w mieście Västerås. Klub został założony 29 stycznia 1904 roku. Obecnie gra w rozgrywkach Superettan. Swoje mecze rozgrywa na stadionie Iver Arena, o pojemności 7 044 miejsc.

## Osiągnięcia
- Allsvenskan:
  - Najwyższe miejsce (10): 1955-56